# زیردریایی یو-۵۵۷
زیردریایی یو-۵۵۷ (به انگلیسی: German submarine U-557) یک زیردریایی بود که طول آن ۶۷٫۱ متر (۲۲۰ فوت ۲ اینچ) بود. این زیردریایی در سال ۱۹۴۰ ساخته شد.